# Ryboprzełącznik
Ryboprzełączniki (ang. riboswitches) to ustrukturyzowane, cis-regulatorowe (regiony niekodujące, regulujące transkrypcję sąsiadujących genów) cząsteczki RNA zlokalizowane w regionie 5’ UTR mRNA. Pełnią funkcje regulatorowe ekspresji genów, indukowane bodźcem (wiązanie liganda, zmiana warunków fizykochemicznych). Mechanizm ryboprzełączników jest ściśle związany z ich budową.

## Budowa i działanie
Ryboprzełączniki składają się z dwóch ustrukturyzowanych domen:
- aptamera – regionu filogenetycznie zakonserwowanego, pełniącego rolę sensora odbierającego bodźce ze środowiska lub wiążącego ligand,

- platformy ekspresyjnej – regionu o dużej zmienności, znajduje się w nim miejsce wiązania rybosomu (RBS), pod wpływem interakcji ligand – aptamer zmienia strukturę wpływając na ekspresję informacji genetycznej[1][2][3].

Ponadto, pomiędzy dwoma domenami znajduje się tzw. „sekwencja przełączająca” będąca połączeniem komunikacyjnym pomiędzy aptamerem a platformą ekspresyjną. Bierze udział w zmianie konformacyjnej ryboprzełącznika wiążąc się z jedną z domen. Działanie to zapobiega tworzeniu się struktur kompetycyjnych.
Regulacja może odbywać się na poziomie transkrypcji lub translacji. Platforma ekspresyjna może formować strukturę szpilki do włosów, która wymusza terminację transkrypcji, maskować miejsce wiązania rybosomu, uniemożliwiając translację, wpływać na dostępność sygnałów do splicingu, czy też zawierać rybozym, który przecina sam siebie.

## Typy ryboprzełączników
Wraz ze wzrastającą liczbą poznanych struktur ryboprzełączników ukształtował się naturalny podział, bazujący na różnicach architektury kieszeni wiążącej aptamera oraz zmian konformacyjnych indukowanych związaniem liganda, na dwa typy.
- Ryboprzełączniki typu pierwszego (np. ryboprzełączniki purynowe), składające się ze zorganizowanej struktury trzeciorzędowej wspierającej pojedynczą kieszeń wiążącą. Zmiana konformacyjna w strukturze RNA indukowana przez ligand ogranicza się do regionu kieszeni wiążącej.

- Ryboprzełączniki typu drugiego, zawierające dwustronną kieszeń wiążącą w której tworzeniu bierze udział struktura trzeciorzędowa formująca się pod wpływem wiązania liganda. W cząsteczkach tego typu zachodzą nie tylko lokalne zmiany wewnątrz kieszeni wiążącej, ale także duże, globalne zmiany konformacyjne[4].

## Występowanie
Występowanie ryboprzełączników w większości ogranicza się do królestwa bakterii, gdzie komórki adaptują się do zmieniających się warunków środowiska poprzez regulację ekspresji genów w odpowiedzi na odbierane sygnały (np. obecność liganda). Rola ryboprzełączników jest szczególnie ważna dla szczepów patogennych, reagujących na sygnał pochodzący od gospodarza w celu uniknięcia odpowiedzi immunologicznej.
Ryboprzełączniki ponadto występują w niewielkiej liczbie organizmów eukariotycznych takich jak rośliny, np. rzodkiewnik pospolity (Arabidopsis thaliana), ryż siewny (Oryza sativa) czy Poa secunda, oraz grzyby, np. Neurospora crassa, Aspergillus nidulans i Fusarium oxysporum.
Ryboprzełączniki uczestniczą w regulacji metabolizmu tych organizmów – wpływają na intensywność syntezy wielu związków organicznych takich jak np. zasady azotowe budujące kwasy nukleinowe czy kobalamina. Istnieje także ryboprzełącznik mogący wiązać się z kationami magnezu, przez co ma on wpływ na regulacji gospodarki tego mikroelementu.
U człowieka zidentyfikowano dotychczas jeden przełącznik RNA, wiążący 2-aminopurynę. Pełni on jednak dosyć istotną rolę, ponieważ reguluje ekspresję TNF-α, który pełni ważną rolę podczas zakażeń wirusowych i transformacji nowotworowej.